# にぎつ丸
にぎつ丸（にぎつまる）は、大日本帝国陸軍の陸軍特殊船。漢字表記では饒津丸となる。

## 概要
にぎつ丸は、日本陸軍が建造・運用した揚陸艦（上陸用舟艇母船）。漢字表記では饒津丸。陸軍特殊船（小型空母）あきつ丸の姉妹艦。本艦も航空機を搭載できる特殊船 丙型（丙型特殊船）に分類されているが、航空艤装をもたない甲型相当の艦艇であった。
1943年（昭和18年）3月に竣工後、輸送任務に従事。1944年（昭和19年）1月12日、駆逐艦天霧（第三水雷戦隊）に護衛されてパラオから内地へ帰投中、沖縄東方海面において、米潜水艦ヘイクの雷撃により沈没した。

## 艦歴
日本陸軍の新型揚陸艦「神州丸」が成功をおさめ、陸軍中央部は特殊輸送船の増産を計画するに至った。
「あきつ丸」（船舶番号第333）と「にぎつ丸」（船舶番号第335）は、播磨造船所で建造された。
本船は1942年（昭和17年）3月、播磨造船所で起工。2隻とも日本海運株式会社所有で、これを日本陸軍が徴用するという形式をとった。姉妹艦「あきつ丸」が丙型に分類され、護衛空母的な外観を持ち、三式指揮連絡機など航空機の発着艦が可能だったのに対し、「にぎつ丸」は飛行甲板や航空艤装のない甲型であった。本船は1942年末の竣工を目指したが、就役は1943年（昭和18年）3月になった。
竣工後の「にぎつ丸」は、帝国陸軍船舶部隊の根拠地であり陸軍運輸部の本部（のちに兼船舶司令部）も置かれている広島県宇品に移動した。4月12日、戦車第8連隊などを積載し、母港たる宇品港を出撃。哨戒艇31号に護衛されて豊後水道を通過（哨戒艇の護衛は途中まで）。パラオを経由して、5月3日ラバウルに到着した。その後はパラオやラバウルと宇品を往復し、主として航空機の輸送を行った。
7月、日本軍は東部ニューギニア島の連合軍飛行場をパラシュート部隊で占領する計画を立案し、作戦参加部隊（日本陸軍挺進連隊）の一部を「にぎつ丸」が運ぶことになった。7月6日、内海西部に陸軍特種船2隻（にぎつ丸、あきつ丸）が揃う。
7月7日、輸送船3隻（にぎつ丸、青葉山丸、東亜丸）は護衛艦2隻（駆逐艦海風、敷設艇怒和島）と共に「オ七〇三」船団を編成し、瀬戸内海を出撃。
「怒和島」が分離したあとも航海を続け、13日パラオ到着、挺進連隊1,200名は下船した。「にぎつ丸」は輸送任務のため東進した。7月18日ラバウルに到着。内地帰投後、九州 - パラオ間の輸送任務に従事した。
10月13日、本艦は「オ三〇二船団」に所属して佐伯を出撃した。18日、パラオ着。
オ三〇二船団と同編成で「フ二〇二船団」と改称し、10月22日にパラオを出撃する。27日、船団部隊は瀬戸内海に到着した。
11月、「にぎつ丸」は台湾やフィリピン方面への輸送に従事した。
12月31日、「にぎつ丸」は海防艦「壱岐」、駆潜艇34号と共に「オ一〇一船団」を編成して佐伯を出撃する。
1944年（昭和19年）1月6日パラオに到着した。壱岐は別の船団（フ203船団）の護衛に従事することになった。

### 沈没
1月9日午前9時、乗組員と陸軍兵合計約1,400名が乗る「にぎつ丸」（船長山本繁太郎）と、駆逐艦「天霧」（駆逐艦長花見弘平少佐）からなる「フ901船団」はパラオを出発し、日本（宇品）へ向かった。
乗船した陸軍部隊には第15軍の部隊も含まれていた。
1月12日、アメリカ海軍の潜水艦「ヘイク (USS Hake, SS-256) 」はミッドウェー島を出撃してフィリピン方面へ向かう途中、輸送船1隻と護衛艦1隻を発見して追跡を開始した。日本側も、敵潜水艦を認識した。日没後、「ヘイク」は攻撃位置につき、輸送船に魚雷4本を、駆逐艦に魚雷2本を発射した。日本側記録では、出撃前の取決めどおり夜間隊形をとり、「にぎつ丸」が先頭を航行し、「天霧」が後方800ｍ～1,000ｍにいた。「にぎつ丸」はレーダーを備えていたが、夜間は作動していなかった。
午後7時頃、沖大東島近海で魚雷2本が「にぎつ丸」に命中した。命中位置は右舷船体中央部であったという。被雷と共に機関が停止、停電した。被雷から約25分ほどで、本船は沈没した。乗用車20、自動貨車（乙型）2輌、三九式輜重車32輌など、各部隊の装備も全て海没した。
「天霧」は魚雷を回避したのち、爆雷攻撃をおこなった。「ヘイク」は逃げ切ってフィリピンにむかった。「天霧」や呉鎮守府の命令により出動した各部隊は生存者の救助をおこなう。遭難者は救命ボート、即席の筏や木材に頼りながら救助を待ったが、波浪と海流により分散した。「天霧」は全員を救助することが出来ず、燃料不足もあり13日午前1時30分頃に遭難現場を離れた。
救助者は817名。兵員456名、船砲隊74名、泛作業隊9名、船員39名、便乗者16名、計574人が戦没した。